# LY-367642
LY-367642 es un potente y selectivo antagonista de la serotonina a nivel del receptor 5-HT1D que se ha utilizado en investigaciones para estudiar la función de los autorreceptores presinápticos 5-HT1D.